# Скунха
Скунха (VI век до н. э.) — упоминающийся в исторических источниках в 519 году до н. э. правитель саков-тиграхауда («саков в остроконечных шапках»).

## Биография
В 519 году до н. э., на третьем году своего правления, персидский царь Дарий I выступил с войском против саков, «которые носят остроконечную шапку». Согласно сведениям из Бехистунской надписи, в ходе произошедшего сражения персы разбили кочевников, а Скунха попал в плен. Ряд исследователей отождествляли эту экспедицию с походом Дария против причерноморских скифов. По замечанию историка Магомеда Дандамаева, на тот момент в персидской державе ещё не было достигнуто полное спокойствие, поэтому Дарий вряд ли стал предпринимать подобное мероприятие, не имевшее большого стретегического значения. Саки с остроконечными шапками же в ахеменидских надписях, в которых даётся перечень стран в географическом порядке, всегда упоминаются вместе со среднеазиатскими племенами.
По мнению Р. Кента, Скунха воглавил выступление своих соплеменников ещё в начале правления Дария. Однако, по убеждению Дандамаева М. А., поход персов не являлся карательной экспедицией за восстание. Так на Бехистунском рельефе приводятся пояснения, обвиняющие предводителей мятежей во «лжи» (бунте), но применительно к скифскому правителю оно звучит просто: «это — Скунха, сак». Все восставшие «цари» изображены с обнажёнными головами, а у Скунхи — высокая остроконечная шлапа. В надписи специально подчёркивается, что все предводители были умерщвлены, и их казни подробно описаны, но о смерти Скунхи не содержится ни слова. Поэтому Дандамаеев, в отличие от Альберта Олмстеда, делает вывод, что правителю саков сохранили жизнь, хотя на его место Дарий и назначил другого человека. По всей видимости, преемник Скунхи происходил из той же среды, так как иначе управление кочевыми племенами у границ империи было бы невозможным. Позицию Дандамаева, что саки-тиграхауда были изначально независимыми, разделяют авторы «Истории народов Узебкистана», однако считают, что они были покорены в 494—493 годах до н. э. Первоначально, в 519 году до н. э., на рельефе были только семь фигур, изображение же Скунхи было добавлено позже. Описанные Полиэном детали этого похода, в том числе, подвиг Ширака, заимствованы, по всей видимости, из эпической поэмы саков.